# آرثر كرومبتون
آرثر كرومبتون (بالإنجليزية: Arthur Crompton)‏ (9 يناير 1903 ببرمنغهام في المملكة المتحدة - 1987) هو لاعب كرة قدم بريطاني (وحمل سابقاً جنسية المملكة المتحدة لبريطانيا العظمى وأيرلندا) في مركز الوسط. لعب مع توتنهام هوتسبير وكريستال بالاس ونادي برينتفورد ونادي ترانمير روفرز لكرة القدم ونادي ساوثيند يونايتد ونورثويتش فيكتوريا.